# Elise Zöllner
Elise Zöllner (née Szathmáry en 1810 à Pest et morte en 1862 à Lemberg) est une actrice et chanteuse autrichienne.

## Biographie
Elise Zöllner vient d'une famille d'acteurs. Son grand-père est l'acteur Friedrich Zöllner, son père l'acteur Philipp Zöllner qui prend en 1810 la direction du théâtre de Pest jusqu'en 1824. Sa sœur Emma se fait un nom dans les rôles de soubrettes.
En 1823, elle fait ses débuts dans le théâtre à Pest dirigé par Johann Wenzel Lembert. Le 4 décembre 1829, elle est de la première de Die unheilbringende Zauberkrone de Ferdinand Raimund au théâtre de Leopoldstadt puis reprend le rôle de Therese Krones après sa mort le 28 décembre 1830.
De 1831 à 1832, elle joue avec quelques membres de la famille dans le théâtre d'Ofen, à Buda, en 1837 avec son père à Baden. De novembre 1839 à octobre 1840, son père la met en scène au théâtre de Pest.
Sous la direction de Carl Carl, elle interprète avec Johann Nestroy, Wenzel Scholz, Alois Grois, Karl Treumann (de), Eleonore Condorussi ou Marie Weiler au Theater an der Wien.
Elle joue ensuite plusieurs années au Skarbek-Theater, à Lemberg, où elle a surtout des rôles comiques.

## Scénographie (œuvres de Johann Nestroy)
- Der konfuse Zauberer (1832)
- Die Zauberreise in die Ritterzeit (1832)
- Der Zauberer Februar (1833)
- Der böse Geist Lumpacivagabundus (1833)
- Robert der Teuxel (1833)
- Der Tritschtratsch (1833)
- Die Gleichheit der Jahre (1834)
- Der Treulose (1836)
- Heimliches Geld, heimliche Liebe (1853)
- Nagerl und Handschuh (mise en scène de 1854)
- Verwickelte Geschichte! (mise en scène de 1858)

## Source de la traduction
- (de) Cet article est partiellement ou en totalité issu de l’article de Wikipédia en allemand intitulé « Elise Zöllner » (voir la liste des auteurs).